# Калоша (потік)
Калоша (словац. Kaloša) — річка в Словаччині, права притока Сланої, протікає в окрузі Рімавска Собота.
Довжина — 15.1 км. Витік знаходиться в масиві Ревуцька-Верховина — на висоті 370 метрів. Протікає територією сіл Верхні Валиці; Валиці; Ґемерські Михаловці і Фіга.
Впадає в Слану на висоті 168 метрів.